# Robertstown (ort i Australien)
Robertstown är en ort i Australien. Den ligger i kommunen Goyder och delstaten South Australia, omkring 110 kilometer norr om delstatshuvudstaden Adelaide. Den ligger vid sjön Robertstown Lagoon.
Trakten runt Robertstown är nära nog obefolkad, med mindre än två invånare per kvadratkilometer.. Närmaste större samhälle är Eudunda, omkring 20 kilometer söder om Robertstown.
Trakten runt Robertstown består till största delen av jordbruksmark. Genomsnittlig årsnederbörd är 368 millimeter. Den regnigaste månaden är februari, med i genomsnitt 70 mm nederbörd, och den torraste är december, med 8 mm nederbörd.